# Identiteit (eigenheid)
Identiteit is de eenheid van wezen, volkomen overeenstemming en gelijkheid. Het beeld dat iemand van zichzelf heeft, is het zelfbeeld of zelfconcept. Er zijn verschillende soorten van het begrip identiteit te onderscheiden, zoals persoonlijke, genetische, sociale, culturele en nationale identiteit.

## Identiteit van een object
Twee exemplaren van een nauwkeurig bepaald object kan men per definitie identiek noemen. Aan de andere kant is een verwisseling ervan toch in zekere zin een verandering. Op basis van het model waarbij de twee exemplaren volmaakt hetzelfde zijn, maar zich alleen op een verschillende locatie bevinden, is er geen verschil tussen de begin- en eindtoestand van de verwisseling. Als echter de verwisseling gezien wordt als proces dat de verwisseling van fysieke objecten modelleert, in een tijdsinterval, waarbij op de tussentijden tussenposities worden ingenomen, dan is er verschil tussen verwisseling en ieder op zijn oude plaats terugkomen. In die zin hebben de identieke objecten een eigen identiteit.

## Filosofie
De vraag naar de persoonsidentiteit van iemand is een centrale vraag in de filosofie van de geest. Filosofisch is persoonsidentiteit de unieke numerieke identiteit van een persoon door de tijd heen. De filosofische vraag is wat een persoon op meerdere tijdstippen tot dezelfde persoon maakt. Klassieke oplossingen bestaan eruit te wijzen naar het lichaam enerzijds en anderzijds naar een bepaalde continuïteit van de geest, zoals een continuïteit van herinneringen of bewustzijn. Klassieke filosofen die zich hiermee hebben beziggehouden, zijn John Locke en David Hume. Er is geen uitsluitend antwoord op deze vraag gevonden. De filosofie slaagt er niet in uit te leggen hoe het nu komt dat een persoon inderdaad op twee verschillende tijdstippen nog dezelfde persoon is. Sommige filosofen hebben dan ook geconcludeerd dat dit een onoplosbaar probleem is, anderen zoals Derek Parfit, betogen dan weer dat zoiets als persoonsidentiteit niet belangrijk is.

## Psychologie
In de psychologie wordt over het algemeen gesteld dat de persoonlijke identiteit bestaat uit drie elkaar beïnvloedende componenten, de cognitieve component waarmee zelfwaarneming kan worden toegepast, de affectieve component waarmee wordt waargenomen en gevoeld en zelfevaluatie mogelijk wordt en de conatieve component waarmee het handelen tot stand komt. Samen met de sociale identiteit moet deze het zelf vormen.
Erik Erikson onderscheidt in zijn model van identiteitsontwikkeling acht fasen:
1. babytijd (0-1 jaar): ontwikkeling van vertrouwen of wantrouwen;
2. peutertijd (2-3 jaar): ontwikkeling van autonomie of schaamte;
3. kleutertijd (4-6 jaar): ontwikkeling van initiatief of schuld;
4. kindertijd (7-13 jaar): ontwikkeling van vlijt of minderwaardigheid;
5. adolescentie (14 jaar tot midden twintig): ontwikkeling van identiteit of rolverwarring;
6. vroege volwassenheid (midden twintig tot begin veertig): ontwikkeling van intimiteit of isolatie;
7. middenvolwassenheid (begin veertig tot midden zestig): ontwikkeling van zorg voor komende generaties of stagnatie;
8. late volwassenheid (vanaf midden zestig): ontwikkeling van integriteit of wanhoop.

## Sociale identiteit
Sociale identiteit is het bewustzijn van een persoon tot een bepaalde groep te behoren en door anderen als zodanig behandeld te worden. Die groep heeft een gewenst zelfbeeld en wordt door anderen als uniek onderscheiden. Het zelfbeeld hoeft niet overeen te komen met het beeld dat buitenstaanders van een groep hebben, dat vaak gekenmerkt wordt door stereotypes. Als zodanig wordt het begrip pas vanaf de jaren 1960 gebruikt.
De sociale identiteit is opgebouwd uit de identiteit van groepen waartoe iemand kan behoren, zoals de nationale, culturele, geslachts-, politieke of stedelijke identiteit. Dit geheel heeft invloed op het handelen van een persoon, maar daarbij speelt ook de persoonlijke identiteit een rol. Door dit laatste kan men zich onderscheiden binnen een groep. Bij een negatieve beeldvorming in de buitenwereld wordt de persoonlijke identiteit vaak nauw verbonden met de collectieve identiteit, zowel binnen de groep als daarbuiten.

## Culturele identiteit
In het primordialisme wordt gesteld dat culturele identiteit gemaakt is door de mensen vroeger. Het heeft een kwaliteit die doorgeven wordt en uitgebouwd en waarvan het veelal ongewenst is dat deze ondermijnd wordt. Een culturele identiteit - zoveel hebben de studies van onder meer Hobsbawm, Anderson en Gellner ondertussen duidelijk gemaakt - is een ingebeelde gemeenschap, het resultaat van een toeschrijvingsproces. Een culturele identiteit ontstaat als een samenleving kiest voor een groepsverbondenheid die deze zelf definieert op grond van gemeenschappelijke waarden en normen (zie ook: Amitai Etzioni) en op grond van een gemeenschappelijk verleden. Culturele identiteit is een toeschrijvingsproces dat wortelt in een historisch continuïteitsbesef. Het is dan ook niet verwonderlijk dat jonge naties zich beijveren om zichzelf een groots verleden toe te schrijven.

## Nationale identiteit
Nationale identiteit is de collectieve identificatie met de natiestaat. De nationale identiteit is onderdeel van de sociale identiteit. Benedict Anderson spreekt over naties als verbeelde gemeenschappen omdat men elkaar nooit allemaal persoonlijk kan kennen, maar er onderling wel een binding wordt gevoeld. Stuart Hall stelt dan ook dat de nationale identiteit niet aangeboren is, maar dat er sprake is van culturele representatie. Daartoe worden verhalen gebruikt waarmee men zich kan identificeren, wat tot uiting komt in nationale geschiedenissen, literatuur, onderwijs en de media, maar ook in wat Eric Hobsbawm en Terence Ranger uitgevonden tradities noemen. Het proces werd versterkt door de culturele homogenisering die plaatsvond door de verspreiding van een standaardtaal, een standaardtijd en omgangsvormen en levensstijlen die nog wel variëren met de sociale rol, maar niet meer streekgebonden zijn.

## Pan-Europese identiteit
Pan-Europese identiteit verwijst naar zowel de betekenis van persoonlijke identificatie met Europa als naar de identiteit van Europa als een geheel.

## Online-identiteit
Online-identiteit is de identiteit die gebruikers van een sociaal netwerk definieert in online gemeenschappen. Hoewel sommige mensen het gebruik van hun eigennaam online prefereren, identificeren de meeste internetgebruikers zich liever met een pseudoniem, die een variabele hoeveelheid identiteitsinformatie kan onthullen. Op sommige internetforums, MUD's, instant messaging, en MMOG's kunnen gebruikers zich visueel identificeren door een avatar te kiezen, een grafisch beeld ter grootte van een pictogram, ook wel icon. Wanneer gebruikers op elkaar reageren met een gevestigde online identiteit, verwerft die een zekere reputatie, die hen in staat stelt te beslissen of deze identiteit te vertrouwen is.